# Кривая уточка (мультфильм)
«Кривая уточка» (укр. Кривенька качечка) — украинский мультипликационный фильм режиссёра Аллы Грачёвой по мотивам одноимённой сказки.
Мультфильм снят на студии «Укранимафильм» (бывшая студия «Киевнаучфильм») на украинском языке в 1992 году.

## Сюжет
Жили бездетные дед с бабкой, печалившиеся, что нет у них детей. Пошли они однажды в лес за грибами и увидели там хоровод из девушек, спугнув их, хоровод взлетел в небо уточками, осталась на земле одна кривая (хромая). Принесли они уточку домой и поместили в гнездо из шляпы с пёрышками. На следующий день старики снова пошли за грибами и вернувшись, обнаружили, что кто-то навёл у них в доме порядок и напёк пирогов. Кума-соседка сообщила, что видела хромую девочку, которая ходила из их дома за водой.
В следующий раз дед и бабка сказали, что снова пошли за грибами, а сами спрятались за плетень своего двора и увидели, как из дома за водой выходит красивая девушка. В доме старики обнаружили горку перьев и поняли, что их уточка превращается в девушку. Они решили оставить её навсегда в доме и сожгли её перья. Вернувшаяся девушка увидев это, заплакала и сказала, что не может она, дикая уточка, не может жить в неволе. Выйдя на двор, она увидела в небе своих уточек-подружек, попросила их бросить ей пёрышки — и хромая уточка, звали которую Ивушка, собрав пёрышки, улетела вместе со своими подружками. Остались дед с бабкой горевать на своём дворе.

## Съёмочная группа
В состав съёмочной группы этого мультипликационного фильма вошли:
- Автор сценария и кинорежиссёр: Алла Грачёва
- Художник-постановщик: Николай Чурилов
- Композитор: Юрий Шевченко
- Кинооператор: Анатолий Гаврилов
- Звукооператор: Игорь Погон
- Художники-аниматоры: Алла Грачёва, Константин Чикин, В. Врублевский
- Роли озвучивали: Людмила Козуб, Владимир Коршун, Елена Коваленко
- Ассистенты: Н. Крюкова, М. Королёва, Дмитрий Чурилов, И. Шевчук
- Монтаж: Лидия Мокроусова
- Редактор: Светлана Куценко
- Директор съёмочной группы: Вячеслав Килинский